# Большая Акса
Больша́я Акса́ (тат. Олы Аксу, чув. Аслӑ Аксу) — село в Дрожжановском районе Татарстана. Административный центр Большеаксинского сельского поселения.

## География
Находится в юго-западной части Татарстана на расстоянии приблизительно 9 км на юг по прямой от районного центра села Старое Дрожжаное.

## История
Основано по местным данным в XVII веке. Имеется действующая церковь Сергия Радонежского.

## Население
Постоянных жителей насчитывалось: в 1859—777 человек, в 1911—1705, в 1920—1726, в 1938—2035, в 1958—1630, в 1970—2282, в 1989—1128.
Постоянное население составляло 928 человек (чуваши 96 % в 2002 году, 857 в 2010.